# Erik Jonsson (Leichtathlet)
Erik Jonsson (* 26. Oktober 1919; † 12. Oktober 2001) war ein schwedischer Marathonläufer.
1946 siegte er bei den Schwedischen Meisterschaften auf einer 40 km langer in 2:26:49 h. Bei den Leichtathletik-Europameisterschaften in Oslo wurde er auf einer ca. 2 km zu kurzen Strecke Sechster in 2:30:08 h und beim Košice-Marathon Vierter mit seiner persönlichen Bestzeit von 2:39:15 h.